# Runaway-fok
A Runaway-fok (Menekülés-fok) a Plenty-öböl keleti végét alkotja Új-Zéland Északi-szigetén. Whakatane városától 90 kilométerre északkeletre, a Keleti-foktól 50 kilométerre nyugatra fekszik. Közigazgatásilag az Opotiki-kerülethez tartozik.
Nevét James Cook angol felfedezőtől kapta, aki 1769-ben hajózott erre először. Hajóját, sz Endeavour-t ellenséges szándékú maori őslakosok közelítették meg kenujaikon. Cook elsüttette egyik ágyúját, ekkor a maorik elmenekültek.
A hegyfok előtt négy kis sziget van a tengerben, a legnagyobb neve Otarawhata-sziget. A legközelebbi település Whangaparaoa, körülbelül négy kilométerre délre.

## Fordítás
Ez a szócikk részben vagy egészben a Cape Runaway című német Wikipédia-szócikk ezen változatának fordításán alapul.  Az eredeti cikk szerkesztőit annak laptörténete sorolja fel. Ez a jelzés csupán a megfogalmazás eredetét és a szerzői jogokat jelzi, nem szolgál a cikkben szereplő információk forrásmegjelöléseként.